# O Mal-estar na Civilização
O Mal-estar na Civilização ou O Mal-estar na Cultura (em alemão:  Das Unbehagen in der Kultur) é um texto do neurologista e fundador da psicanálise Sigmund Freud que discute o fato de a cultura — termo que o autor iguala a civilização — produzir um mal-estar nos seres humanos, pois existe uma dicotomia entre as forças pulsionais e a civilização, ou seja, entre indivíduo e sociedade. Portanto, para o bem da civilização, o indivíduo é reprimido em suas pulsões e vive em mal-estar. No texto, Freud esboça a relação entre os elementos de sua teoria da consciência e uma teoria social.
A obra foi escrita em 1929 e publicada pela primeira vez em Viena, 1930, como Das Unbehagen in der Kultur ("O mal-estar na cultura"). Explorando o que Freud vê como o importante choque entre o desejo de individualidade e as expectativas da sociedade, o livro é, segundo Peter Gay, um dos mais importantes de Freud, e uma das obras mais influentes e estudadas no campo da psicologia; a outra é O futuro de uma ilusão.

## Contexto histórico
A obra deve ser entendida no contexto de em que foi produzida: a Primeira Guerra Mundial influenciou indubitavelmente Freud e sua observação central sobre a tensão entre o indivíduo e a civilização. Em uma nação ainda se recuperando de uma guerra particularmente brutal, Freud, um ateu declarado, desenvolve ideias publicadas dois anos antes em O Futuro de uma ilusão (1927), no qual critica a religião organizada como uma neurose coletiva. Freud argumenta que a religião domou os instintos sociais, criando um senso de comunidade em torno de um conjunto partilhado de crenças, ajudando assim a conformar uma civilização. No entanto, ao mesmo tempo, a religião organizada impõe um enorme custo psicológico ao indivíduo, tornando-o perpetuamente subordinado à figura paterna primordial incorporada por Deus. Ao mesmo tempo, a visão de Freud sobre os homens como agressores sedentos de poder também foi, certamente, moldada por sua experiência da Grande Guerra e de suas consequências.